# Acantholimon langaricum
Acantholimon langaricum är en triftväxtart som beskrevs av Olga Alexandrovna Fedtschenko och Boris Fedtjenko. Acantholimon langaricum ingår i släktet Acantholimon och familjen triftväxter. Inga underarter finns listade i Catalogue of Life.